# Temnothorax harlequina
Temnothorax harlequina (лат.) — вид мелких муравьёв рода Temnothorax из подсемейства мирмицины (Formicidae). Название происходит от необычной «шутовской» окраски (брюшко, ноги и усики жёлтые, голова и грудь коричневые), как у арлекина и также относится к сходству в окраске с симпатрическим видом муравьёв Pheidole harlequina.

## Распространение
Северная Америка (остров Гаити: Доминиканская Республика, La Altagracia Province).

## Описание
Мелкие тёмно-коричневые муравьи (около 2 мм). T. harlequina можно отличить от всех остальных представителей клады salvini следующей комбинацией признаков: голова в анфас со слегка выпуклым задним краем; скапус усика умеренно длинный, превышает задний край головы примерно на максимальную ширину скапуса; передний край наличника равномерно выпуклый. Сложные глаза относительно маленькие, с 11 омматидиями в самом длинном ряду. В профиль верх мезосомы равномерно, сильно выпуклый; переднеспинка нечёткая; метанотальная борозда не вдавлена; проподеум не вдавлен ниже уровня промезонотума; проподеум со стоячими волосками дорсально; проподеальные шипы длиннее проподеального верха, направлены назад и слегка вздёрнуты; задние бёдра слабо или умеренно утолщены. Петиолярный узелок плоский и удлинённый дорсально; переход дорсальной поверхности петиолярного узелка в заднюю отмечен округлым углом; постпетиоль очень широкий: примерно в 2 раза больше ширины петиоля. Голова сверху гладкая и блестящая; на переднем крае наличника волоски, фланкирующие центральную пару, примерно такой же ширины, как и центральная пара; петиолярный узел с четырьмя прямыми волосками дорсально; волоски на голове, мезосоме, стебельке и брюшке прямые, умеренно длинные, редкие и тупые (никогда не длинные и сужающиеся).
Окраска внешнего покрова двухцветная: голова (за исключением боковых лопастей наличника, мандибул и усиков), мезосома (за исключением переднеспинки и проподеальных шипов), задние бёдра (за исключением проксимальной трети), петиоль и постпетиоль средне-коричневые; в остальном части тела очень светло-жёлтые. Проподеальные шипики длинные. Усики рабочих и самок 12-члениковые.
Temnothorax harlequina известен только по единственному рабочему (голотип) из типового местонахождения, Национального парка дель Эсте, где гнездо было расположено в мёртвой сухой ветке на вершине листовой подстилки в сухом лесу. Необычная цветовая схема, по-видимому, распространена среди членистоногих Испаньолы и горной Мезоамерики: например, среди муравьёв Pheidole harlequina, Linepithema keiteli, Cephalotes flavigaster, Cephalotes unimaculatus и неописанный вид Crematogaster демонстрируют подобную схему на Испаньоле; в высокогорном Гондурасе Pheidole balatro, Pheidole zannia, Brachymyrmex bicolor и Tapinoma JTL 003 демонстрируют подобную окраску. Биология этого вида остается неизвестной, но, вероятно, сходна с другими представителями гнездящейся на земле или подстилке общекарибской группы T. pulchellus.

## Систематика
Вид Temnothorax harlequina был впервые описан в 2021 году американским мирмекологом Мэттью Пребусом (University of California, Davis, Калифорния, США). Сходен с видами T. ciferrii, T. flavidulus, T. hippolyta, T. magnabulla, T. pulchellus и T. terricola; и вместе с ними и другими видами (T. agavicola, T. albispinus, T. bahoruco, T. balaclava, T. laticrus, T. torrei, T. wettereri, T. wilsoni) включён в состав видовой группы Temnothorax pulchellus из клады Temnothorax salvini. Виды этой группы объединяет чрезвычайно изогнутые мезосомы, часто с увеличенными бёдрами и всегда с широкими постпетиолями.